# Siegfried Marcus
Siegfried Samuel Liepmann Marcus, Malchin, 18 september 1831 – Wenen, 1 september 1898 was een Duits-Oostenrijkse uitvinder die bekendstaat als een der pioniers van de automobiel.

## Leven en werk
Marcus werd geboren in een joodse koopmansfamilie in het Groothertogdom Mecklenburg-Schwerin en ging in 1845 voor het vervolg van zijn technische opleiding naar Hamburg en later Berlijn. Daar was hij enige tijd werkzaam bij Siemens & Halske. In 1852 trok hij naar Wenen, waar hij achtereenvolgens werkte bij professor Karl Ludwig van het Prins Jozef-Instituut en bij Carl Eduard Kraft. In 1856 opende hij een eigen klein laboratorium op het adres Mariahilferstrasse 107. Daar ontwikkelde hij apparaten op het gebied van telegrafie en elektriciteit, waarvan hij de patenten verkocht aan de Academie van Wetenschappen zonder dat de vindingen al economisch te produceren waren. In 1867 kreeg hij de zilveren eremedaille van de Wereldtentoonstelling in Parijs, waarschijnlijk voor een veldtelegraaf. Ook zou hij het repeteergeweer en de stethoscoop hebben verbeterd. Voor de Oostenrijkse keizerin Elizabeth ("Sissy") legde hij een elektrische belinstallatie aan in haar slaapkamer.
In 1865 begon hij met de constructie van een verbrandingsmotor, en rond 1870 zou hij een zelfbewegende handkar hebben getest in de straten van Wenen. In de volgende jaren ontwierp hij enige tweetaktmotoren, die hij bij verschillende fabrieken liet bouwen. Ook ontwikkelde hij de elektrische laagspanningsontsteking, waarvoor hij in 1883 een Duits octrooi kreeg. 
In 1874 bouwde hij weer een soort auto, ditmaal met een viertaktmotor. Deze was in 1873 in München gebouwd door de geboren Oostenrijker Christian Reithmann naar de in 1862 uiteengezette denkbeelden van de Fransman Alphonse Beau de Rochas. In 1875 reed Siegfried Marcus met zijn wagen door de straten van Wenen, tot hij werd tegengehouden door de politie. Die verbood hem om nog eens met dat smerige en lawaaierige gevaarte op straat te komen.
In 1887 ging Marcus een samenwerkingsverband aan met de firma Marky, Bromovski & Schulz in het toenmalige Adamsthal, Moravië. Daar kwam in 1888 zijn viertaktsmotor gereed, die hij gebruikte voor zijn "Strassenwagen".

## Naleven
Marcus ging in Wenen over naar de Evangelisch-lutherse Kerk. Hij woonde samen met Eleonore Baresch, met wie hij twee dochters kreeg. Zijn werkplaats ging na zijn overlijden over op zijn zwager Baresch. Van hem zijn 131 patenten in 16 landen teruggevonden, waarbij niet de verbrandingsmotor was. Maar veel materiaal over zijn vindingen is tijdens de Duitse bezetting van Oostenrijk vernietigd door de Nazi's, die een joodse uitvinder van de automobiel niet konden gebruiken. Op last van Goebbels moest de naam van Marcus als uitvinder van de automobiel uit alle Duitse naslagwerken worden geschrapt:
Reichsministerium für Volksaufklärung und Propaganda Geschäftszeichen. S 8100/4.7.4.0/7 1 Berlin W8, den 4. Juli 1940 Wilhelmplatz 8-9 An die Direktion der Daimler-Benz-A.G. Stuttgart-Untertürkheim Betrifft: Eigentlichen Erfinder des Automobils Auf Ihr Schreiben vom 30. Mai 1940 Dr.Wo/Fa. Das Bibliographische Institut und der Verlag F.A. Brockhaus sind darauf hingewiesen worden, dass in Meyers Konversations Lexikon und im Großen Brockhaus künftig nicht Siegfried Marcus, sondern die beiden deutschen Ingenieure Gottlieb Daimler und Carl Benz als Schöpfer des modernen Kraftwagens zu bezeichnen sind.
De Strassenwagen van Marcus werd uit het Technologisch Museum van Wenen verwijderd. Na 1945 is hij gerestaureerd en teruggeplaatst in het museum. Ook het gedenkteken voor het gebouw is weer terug.